# アウトバーン 17
アウトバーン 17（ドイツ語: Bundesautobahn 17, BAB 17 または A 17）はドイツの高速道路、アウトバーンの一路線である。

## 概要
北のドレスデンから南のチェコ国境、アルテンベルク付近まで45 kmの路線を持つ地方道路である。ドレスデンとプラハを結ぶ国際道路のドイツ側区間である。ドレスデン西JCTでA4から分岐する。ピルナを経由してエルツ山地でチェクの国境に至る。そこでチェコのD8として続く。A13とA4とともにベルリンとプラハを接続する幹線の一区間でもある。

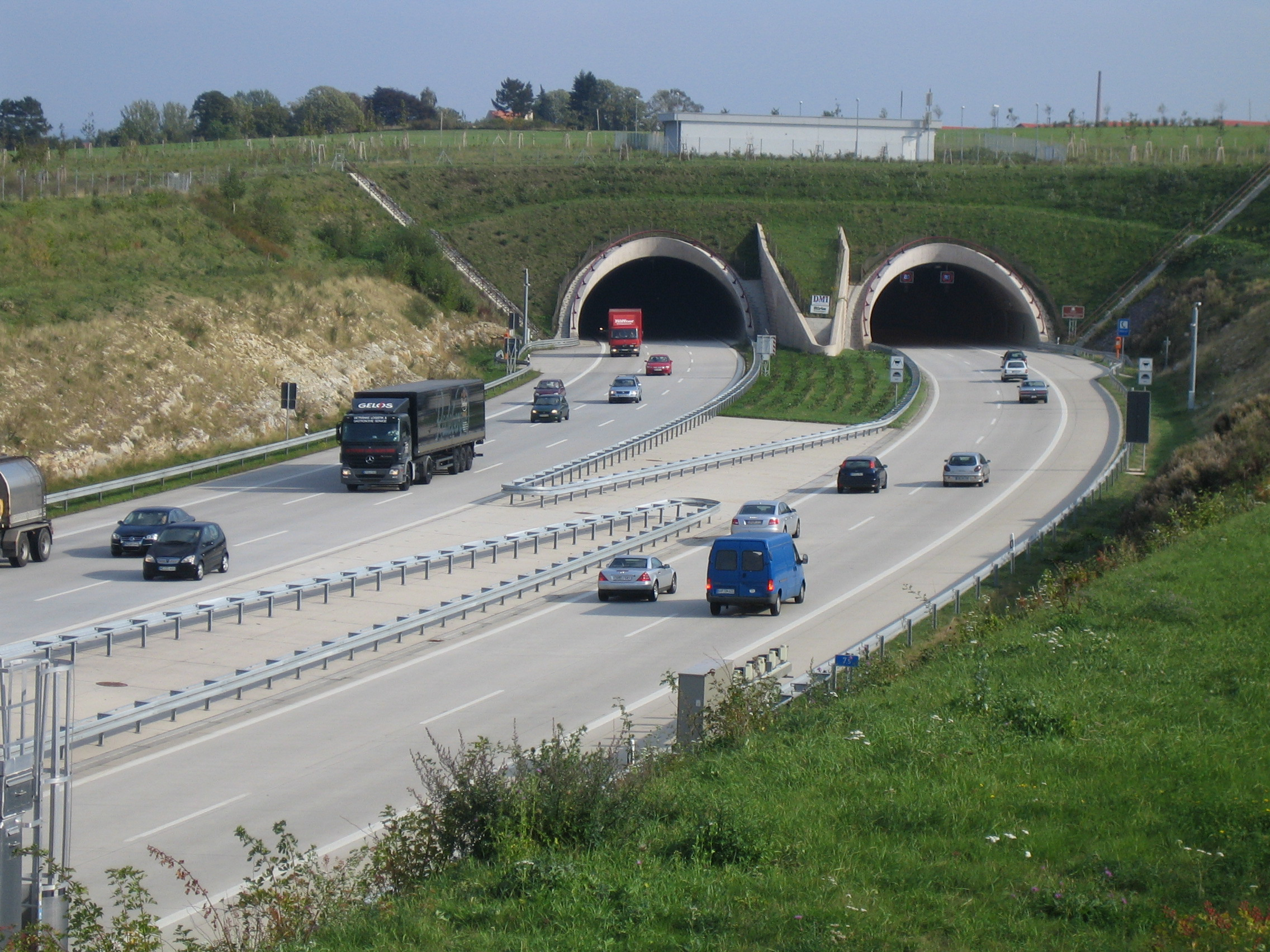
ドレスデン付近
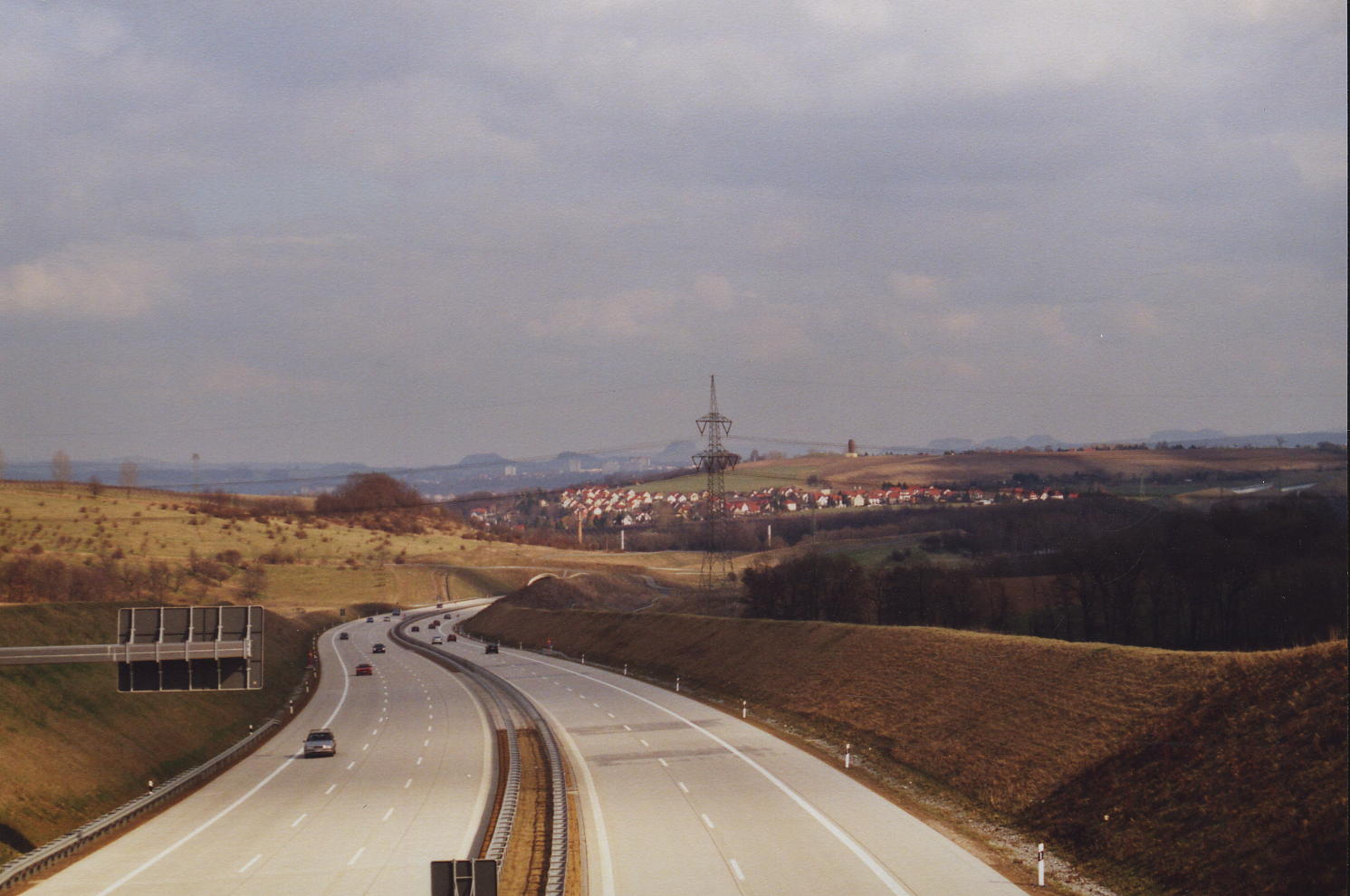
ピルナとハイデナウの間

## 行程
- 計画段階の新規インターチェンジおよびジャンクションは含まれていない。
- 接続路線名の特記がないものは州道または郡道。

| アウトバーン 17の行程一覧表 | アウトバーン 17の行程一覧表 | アウトバーン 17の行程一覧表                                                  | アウトバーン 17の行程一覧表 | アウトバーン 17の行程一覧表 |
| IC 番号                     | 施設名                      | 施設名                                                                       | 接続路線名                  | 州                          |
| --------------------------- | --------------------------- | ---------------------------------------------------------------------------- | --------------------------- | --------------------------- |
| 1                           | ジャンクション              | ドレスデン＝西分岐点 Dreieck Dresden-West                                    | アウトバーン 4              | ザクセン州                  |
| 2                           | インターチェンジ            | ドレスデン＝ゴルビッツ Dresden-Gorbitz                                       | 連邦道路173号線             | ザクセン州                  |
| 3                           | インターチェンジ            | ドレスデン＝ズュートフォアシュタット Dresden-Südvorstadt                     | 連邦道路170号線             | ザクセン州                  |
| 4                           | インターチェンジ            | ドレスデン＝プローリス Dresden-Prohlis                                       | --                          | ザクセン州                  |
| 5                           | インターチェンジ            | ハイデナウ Heidenau                                                          | 連邦道路97号線              | ザクセン州                  |
| 6                           | インターチェンジ            | ピルナ Pirna                                                                 | 連邦道路172a号線            | ザクセン州                  |
| 7                           | インターチェンジ            | バーレタール Bahretal                                                        | --                          | ザクセン州                  |
| 8                           | インターチェンジ            | バート・ゴットロイバ Bad Gottleuba                                           | --                          | ザクセン州                  |
| --                          | 欧州連合内国境              | ブライテナウ/クラースニー・レス国境通過点 Grenzübergang Breitenau/Krásný Les | プラハ方面                  | ザクセン州                  |